# Кхиеу Соеун
Кхиеу Соеун (кхмер. ខៀវ សឿន; 7 сентября 1943) — камбоджийский боксёр. Серебряный призёр летних Азиатских игр 1970 года. Участвовал в летних Олимпийских играх 1964 года.

## Биография
Кхиеу Соеун родился 7 сентября 1943 года.
В 1964 году вошёл в состав сборной Камбоджи на летних Олимпийских играх в Токио. Выступал в боксе в весовой категории до 63,5 кг. В 1/16 финала нокаутом во втором раунде победил Хуго Мартинеса из Аргентины. В 1/8 финала проиграл будущему бронзовому призёру Чарли Брауну из США раздельным решением судей — 1:4.
В 1970 году завоевал серебряную медаль на летних Азиатских играх в Бангкоке. В весовой категории до 63,5 кг дошёл до финала, где уступил Банто Срисуку из Таиланда.